# Gossypium australe
Espèce
Classification phylogénétique
Gossypium australe est une espèce de buisson endémique trouvé dans le nord de l'Australie occidentale. Il fait partie de la famille des Malvaceae et du genre Gossypium (comme les cotonniers « véritables »).
Il aime les sols sablonneux près des cours d'eau et atteint 70 centimètres à 1 mètre de haut.
Les feuilles sont vertes et velues, ovales à elliptiques, douces au toucher et mesurent 10 cm de long. Les fleurs mesurent 3 à 6 centimètres de diamètre et sont de couleur rose pâle avec une partie centrale plus foncée. Les fruits sont velus, sphériques et contiennent une graine piquante.
Il est quelquefois confondu avec Gossypium sturtianum.